# ショッパーズプラザ海老名
ショッパーズプラザ海老名（ショッパーズプラザえびな）は神奈川県海老名市中央三丁目にあるショッピングセンターである。ネットスーパー取扱店舗。

## 概要
Dマート海老名店を核とした海老名ショッパーズとして、1984年に開業。開業当初、Dマートでは最大規模の店舗で、ダイエー初の地元商店が入居した店舗でもある。
商業活動調整協議会の審議で認可された為、1986年1月にはダイエーに業態転換。これは低価格のディスカウントよりも豊富な品揃えを求める声が多かったことや、近隣にダイクマが開店した為である。
2006年にダイエーから専門店街を「ショッパーズプラザ海老名」、直営売場を「グルメシティ海老名店」に業態転換した。これは、直営売場と専門店街の区別を明確にするものでダイエーにとって初の試みである。この転換で直営売場の売場面積は7,450m2から3,660m2にまで減少した（詳細は、ショッパーズプラザを参照）。
2011年末には、直営売場が再びダイエーに業態転換された。

## フロア構成
- 4F - 専門店のフロア
- 3F - 専門店のフロア、立体駐車場連絡通路
- 2F - 専門店のフロア
- 1F - グルメフード&ライフバラエティーグッズのフロア

当店の向かいには立体駐車場が設けられており、3階から連絡している。

## 主なテナント
- ダイエー
- 55ステーション
- キャンドゥ
- センターランドストーン
- ファンタジーキッズリゾート

## 出来事
- 2020年5月13日、屋外に設置された貯水槽が破裂し、溢れ出た水の圧力で近隣駐車場のフェンスがなぎ倒されたり、停まっていた乗用車が押し流されて他の乗用車などと互いにぶつかり、ドアミラーなどが壊れる被害が出た[4]。